# Barbalepis macroptera
Barbalepis macroptera è un pesce osseo estinto, appartenente ai condrostei. Visse nel Cretaceo inferiore (Barremiano - Aptiano, circa 125 - 120 milioni di anni fa) e i suoi resti fossili sono stati ritrovati in Europa.

## Descrizione
Questo pesce era di dimensioni medie, e poteva facilmente oltrepassare i 30 centimetri di lunghezza. Era dotato di un corpo piuttosto slanciato e di una testa abbastanza grande. Era molto simile al ben noto Coccolepis, ma Barbalepis era caratterizzato da una mandibola lunga e robusta, pinne pettorali proporzionalmente molto più piccole delle pinne ventrali, pinna anale inserita sulla prima spina emale modificata. I raggi delle pinne erano lisci, e alcune ossa dermiche erano ricoperte da striature sottili e simili a impronte digitali, mentre altre ossa dermiche erano dotate di superficie liscia. 

## Classificazione
Barbalepis è un rappresentante dei coccolepididi, un gruppo di pesci condrostei di incerta classificazione. I fossili di questo animale vennero ritrovati nella miniera di carbone di Sainte-Barbe, nei pressi di Bernissart in Belgio, e vennero inizialmente descritti da Traquair nel 1911 come Coccolepis macropterus. Solo nel 2019 una ridescrizione dei fossili permise di riconoscere numerose differenze con gli altri membri del genere Coccolepis, e quindi fu istituito il genere Barbalepis.

## Paleoecologia
Barbalepis doveva essere un predatore che viveva in acque dolci, in una zona pianeggiante e dalla vegetazione rigogliosa. La zona di Bernissart ha restituito i fossili di numerose specie vegetali e animali, tra cui pesci, tartarughe, coccodrilli e dinosauri (i famosi Iguanodon).